# Skogsforsens kraftverk
Skogsforsens kraftverk är ett vattenkraftverk i Ätran. Kraftverket ligger i närheten av Gällared och byggdes 1937-1939. Den normala årsproduktion är 38 GWh och fallhöjden är 14 meter. E.ON äger kraftverket. Det renoverades 2015/2016.